# Perizoma pseudobifasciata
Perizoma pseudobifasciata är en fjärilsart som beskrevs av Ramon Agenjo Cecilia 1950. Perizoma pseudobifasciata ingår i släktet Perizoma och familjen mätare. Inga underarter finns listade i Catalogue of Life.